# Luciano Barbosa (Squashspieler)
Luciano Alves Barbosa (* 30. Dezember 1976 in Rio Grande; † 21. Juni 2008 in São Paulo) war ein brasilianischer Squashspieler.

## Karriere
Luciano Barbosa spielte ab 1999 auf der PSA World Tour. Seine höchste Platzierung in der Weltrangliste erreichte er mit Rang 120 im Februar 2004. Bei Panamerikanischen Spielen gewann er mit der brasilianischen Mannschaft 2003 in Santo Domingo Silber sowie 2007 in Rio de Janeiro Bronze. Im Jahr 2000 wurde er Panamerikameister.
Er starb am 21. Juni 2008 an den Folgen eines Schlaganfalls.

## Erfolge
- Panamerikameister: 2000
- Panamerikanische Spiele: 1 × Silber (Mannschaft 2003), 1 × Bronze (Mannschaft 2007)